# Riu Khanabad
El riu Khanabad és un riu de l'Afganistan.
El Khanabad té com a afluents principals al Warsaj, el Khost-Chal i el Namakab. Desaigua al riu Kunduz (del qual és el principal afluent seguit pel riu Andarab) prop de Qalay-I-Zal. El seu cabal anual és d'uns dos bilions de metres cúbics.